# Медаль Гете за мистецтво і науку
Медаль Гете за мистецтво і науку (нім. Goethe-Medaille für Kunst und Wissenschaft) — нагорода Веймарської республіки і Третього Рейху.

## Історія
Медаль заснована імперським президентом Паулем фон Гінденбургом 22 березня 1932 року з нагоди 10-річчя з дня смерті Йоганна Вольфганга Гете. Медаль вручали до 10 грудня 1944 року включно. Всього нагороду отримали понад 600 осіб.

## Опис
Кругла медаль діаметром 62 мм (в 1938 році — 69.5 мм). На аверсі зображений профіль Гете, на реверсі — імперський орел з частково розправленими крилами. Під орлом — напис «За науку і мистецтво», по краю медалі — напис «Заснована імперським президентом фон Гінденбургом 1932». Медаль не була призначена для носіння.

## Галереря

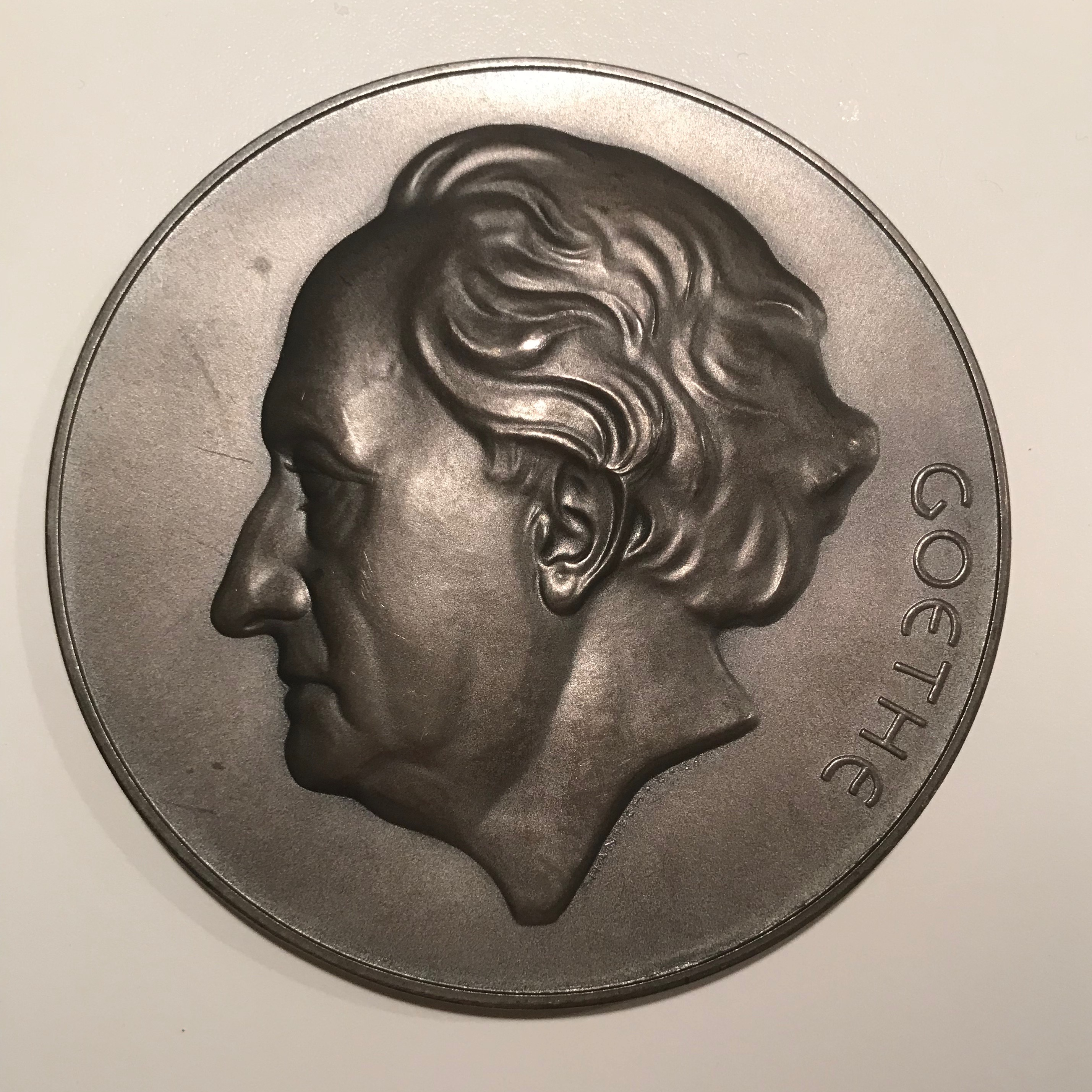
Аверс медалі.
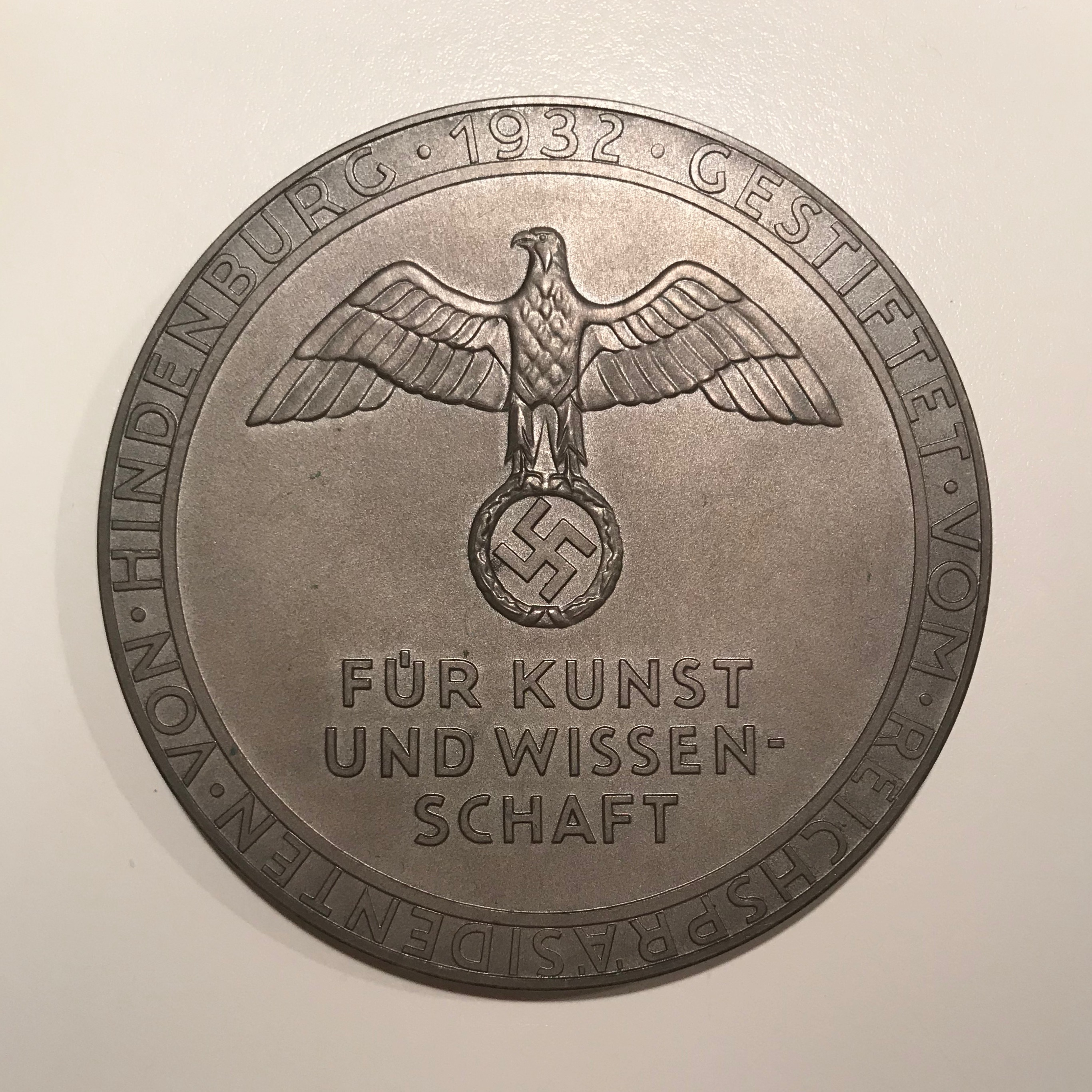
Реверс медалі.